# Acta Sanctorum
Acta Sanctorum (Жития на светците, Деяния на светците) е многотомно католическо издание на житията на християнските светци.
Идеята за изданието принадлежи на белгийския йезуит Херберт Росвейд (1569 – 1629), но първият януарски том от поредицата излиза след смъртта му – през 1643 г. Работата върху изданието се организира от йезуити-боландисти.
Поредицата се печата в Антверпен. Работата на боландистите е преустановена през 1773 г., когато Йезуитският орден е разпуснат от папа Климент ХІV. През 1778 г. Канденбергското абатство получава разрешение да събере отново боландистите, за издаването на следващите 10 тома от поредицата. След унищожаването на абатството две години по късно, боландистите основават своя резиденция в Брюкселската йезуитска колегия. Към йезуитите се присъединяват и монаси премонстранти и бенедиктинци.
Музеят на боландистите е продаден през 1789 г. от император Йозеф II на монасите от норбертинското абатство Тонгерло за 23 000 флорина. Френската революция отново преустановява работата върху изданието, когато абатството е заето от френски революционни войски. На 6 декември 1796 г. 125-те монаси от абатството са прогонени. Имуществото на абатството е конфискувано, включително богатата библиотека, и множество религиозни и художествени съкровища. Имотите са продадени на търг, някои сгради, включително църквата са разрушени. Музеят на боландистите е спасен от разграбване благодарение на фермерите-арендатори на абатството. Минават повече от 40 години преди работата върху изданието да бъде възобновена през 1845 г. в Брюксел, когато е издаден LIV том. От 1845 г. дружеството на боландистите се помещава в абатството Сен Мишел в Антверпен.
Според първоначалния замисъл изданието трябва да включва 18 тома, но в хода на работата обемът нараства значително. Acta Sanctorum започват от 1 януари и стига до 10 ноември (последният, 68 том, е издаден през 1940 г.).
Като приложения към отделните томове са приведени тематични изследвания за римските папи и източните патриарси. В първите томове на поредицата, житията на източните светци са представени основно въз основа на латински преводи, в по късните томове се посочват и гръцки източници. Acta Sanctorum не съдържа жития на православни светци след Църковния разкол през 1054 г., но в предварителния том към ноемврийския том е издаден синаксар на Константинополската православна църква.